# Duitsland op de Olympische Winterspelen 1992
Tijdens de Olympische Winterspelen van 1992, die in Albertville (Frankrijk) werden gehouden, nam Duitsland voor de veertiende keer deel.

## Medailleoverzicht
| Sport       | Olympiër                                              | Discipline             | Medaille |
| ----------- | ----------------------------------------------------- | ---------------------- | -------- |
| Biatlon     | Mark Kirchner                                         | 10 km (m)              | Goud     |
| Biatlon     | Antje Misersky                                        | 15 km (v)              | Goud     |
| Biatlon     | Ricco Groß Jens Steinigen Mark Kirchner Fritz Fischer | 4x7,5 km estafette (m) | Goud     |
| Rodelen     | Georg Hackl                                           | mannen                 | Goud     |
| Rodelen     | Stefan Krauße Jan Behrendt                            | dubbel                 | Goud     |
| Schaatsen   | Gunda Niemann                                         | 3000 m (v)             | Goud     |
| Schaatsen   | Gunda Niemann                                         | 5000 m (v)             | Goud     |
| Schaatsen   | Uwe-Jens Mey                                          | 500 m (m)              | Goud     |
| Schaatsen   | Jacqueline Börner                                     | 1500 m (v)             | Goud     |
| Schaatsen   | Olaf Zinke                                            | 1000 m (m)             | Goud     |
| Biatlon     | Ricco Groß                                            | 10 km (m)              | Zilver   |
| Biatlon     | Mark Kirchner                                         | 20 km (m)              | Zilver   |
| Biatlon     | Antje Misersky                                        | 7,5 km (v)             | Zilver   |
| Biatlon     | Uschi Disl Antje Misersky Petra Schaaf                | 3x7,5 km estafette (v) | Zilver   |
| Bobsleeën   | Rudi Lochner Markus Zimmermann                        | 2-mansbob (m)          | Zilver   |
| Bobsleeën   | Wolfgang Hoppe Bogdan Musiol Axel Kühn René Hannemann | 4-mansbob (m)          | Zilver   |
| Rodelen     | Yves Mankel Thomas Rudolph                            | dubbel                 | Zilver   |
| Schaatsen   | Gunda Niemann                                         | 1500 m (v)             | Zilver   |
| Schaatsen   | Heike Warnicke                                        | 3000 m (v)             | Zilver   |
| Schaatsen   | Heike Warnicke                                        | 5000 m (v)             | Zilver   |
| Alpineskiën | Katja Seizinger                                       | super g (v)            | Brons    |
| Bobsleeën   | Christoph Langen Günther Eger                         | 2-mansbob (m)          | Brons    |
| Rodelen     | Susi Erdmann                                          | vrouwen                | Brons    |
| Schaatsen   | Monique Garbrecht                                     | 1000 m (v)             | Brons    |
| Schaatsen   | Christa Luding                                        | 500 m (v)              | Brons    |
| Schaatsen   | Claudia Pechstein                                     | 5000 m (v)             | Brons    |

## Deelnemers en resultaten

### Alpineskiën
| Olympiër            | Discipline       | Resultaat | Prestatie                                                                          |
| ------------------- | ---------------- | --------- | ---------------------------------------------------------------------------------- |
| Armin Bittner       | reuzenslalom (m) | dns-2     | niet gestart run 2 1.07,77+dns                                                     |
| Armin Bittner       | slalom (m)       | dnf-2     | opgave run 2 53,19+dnf                                                             |
| Berni Huber         | afdaling (m)     | 19e       | 1.53,38 (+3,01)                                                                    |
| Berni Huber         | super g (m)      | 31e       | 1.16,78 (+3,74)                                                                    |
| Peter Roth          | reuzenslalom (m) | dq-2      | diskwalificatie run 2 1.07,68+dnf                                                  |
| Peter Roth          | slalom (m)       | 16e       | 1.48,75 (+4,36) 54,07+54,68                                                        |
| Hansjörg Tauscher   | afdaling (m)     | 7e        | 1.51,49 (+1,12)                                                                    |
| Hansjörg Tauscher   | super g (m)      | 21e       | 1.15,98 (+2,94)                                                                    |
| Markus Wasmeier     | afdaling (m)     | 4e        | 1.50,62 (+0,25)                                                                    |
| Markus Wasmeier     | super g (m)      | 9e        | 1.14,58 (+1,54)                                                                    |
| Markus Wasmeier     | reuzenslalom (m) | dnf-1     | opgave run 1                                                                       |
| Markus Wasmeier     | combinatie (m)   | 5e        | 32,77 (+18,19) afdaling: 9,58 p. (1.45,91) slalom: 23,19 p. (1.45,15: 52,29+52,86) |
|                     |                  |           |                                                                                    |
| Martina Ertl        | slalom (v)       | 15e       | 1.36,41 (+3,73) 50,29+46,12                                                        |
| Michaela Gerg       | afdaling (v)     | 18e       | 1.54,99 (+2,44)                                                                    |
| Michaela Gerg       | super g (v)      | 7e        | 1.23,77 (+2,55)                                                                    |
| Michaela Gerg       | reuzenslalom (v) | dnf-2     | opgave run 2 1.08,69+dnf                                                           |
| Michaela Gerg       | combinatie (v)   | dq-s1     | diskwalificatie slalom run 1 afdaling: 1.27,26                                     |
| Katrin Gutensohn    | afdaling (v)     | 6e        | 1.53,71 (+1,16)                                                                    |
| Traudl Hächer-Gavet | reuzenslalom (v) | 14e       | 2.16,13 (+3,39) 1.07,26+1.08,87                                                    |
| Regina Häusl        | combinatie (v)   | dq-s1     | diskwalificatie slalom run 1 afdaling: 1.27,95                                     |
| Christine Meier     | reuzenslalom (v) | 11e       | 2.15,33 (+2,59) 1.08,07+1.07,26                                                    |
| Regine Mösenlechner | super g (v)      | 14e       | 1.24,85 (+3,63)                                                                    |
| Katja Seizinger     | afdaling (v)     | 4e        | 1.52,67 (+0,12)                                                                    |
| Katja Seizinger     | super g (v)      | Brons     | 1.23,19 (+1,97)                                                                    |
| Katja Seizinger     | reuzenslalom (v) | 8e        | 2.14,96 (+2,22) 1.07,40+1.07,56                                                    |
| Katja Seizinger     | combinatie (v)   | dnf-s2    | opgave slalom run 2 afdaling: 1.26,42                                              |
| Miriam Vogt         | afdaling (v)     | 9e        | 1.53,89 (+1,34)                                                                    |
| Miriam Vogt         | super g (v)      | 18e       | 1.25,40 (+4,18)                                                                    |
| Miriam Vogt         | combinatie (v)   | 9e        | 48,52 (+45,97) afdaling: 18,82 p. (1.27,35) slalom: 29,7 p. (1.12,90: 36,61+36,29) |

### Biatlon
| Olympiër                                                   | Discipline             | Resultaat | Prestatie |
| ---------------------------------------------------------- | ---------------------- | --------- | --- |
| Ricco Groß                                                 | 10 km (m)              | Zilver    | 26.18,0 (+15,7) pen.: 1 (0 + 1)                                                                                   |
| Steffen Hoos                                               | 20 km (m)              | 18e       | 1:00.17,7 (+3.43,3) pen.: 1 (0 + 1 + 0 + 0)                                                                       |
| Mark Kirchner                                              | 10 km (m)              | Goud      | 26.02,3 pen.: 0 (0 + 0)                                                                                           |
| Mark Kirchner                                              | 20 km (m)              | Zilver    | 57.40,8 (+6,4) pen.: 3 (0 + 1 + 1 + 1)                                                                            |
| Frank-Peter Roetsch                                        | 10 km (m)              | 9e        | 26.54,1 (+51,8) pen.: 2 (0 + 2)                                                                                   |
| Frank-Peter Roetsch                                        | 20 km (m)              | 53e       | 1:03.43,8 (+6.09,4) pen.: 7 (1 + 2 + 2 + 2)                                                                       |
| Jens Steinigen                                             | 10 km (m)              | 6e        | 26.34,8 (+32,5) pen.: 0 (0 + 0)                                                                                   |
| Jens Steinigen                                             | 20 km (m)              | 29e       | 1:01.01,8 (+4.27,4) pen.: 3 (2 + 0 + 0 + 1)                                                                       |
| Team Ricco Groß Jens Steinigen Mark Kirchner Fritz Fischer | 4x7,5 km estafette (m) | Goud      | 1:24.43,5 pen.: 0 22.37,4 pen.: 0 (0 + 0) 21.00,9 pen.: 0 (0 + 0) 20.17,5 pen.: 0 (0 + 0) 20.47,7 pen.: 0 (0 + 0) |
|                                                            |                        |           | |
| Petra Schaaf                                               | 7,5 km (v)             | 6e        | 25.10,4 (+41,2) pen.: 1 (0 + 1)                                                                                   |
| Petra Schaaf                                               | 15 km (v)              | 13e       | 53.56,3 (+2.09,1) pen.: 3 (1 + 0 + 1 + 1)                                                                         |
| Uschi Disl                                                 | 7,5 km (v)             | 11e       | 25.58,9 (+1.29,7) pen.: 2 (1 + 1)                                                                                 |
| Uschi Disl                                                 | 15 km (v)              | 24e       | 56.40,2 (+4.53,0) pen.: 6 (1 + 3 + 2 + 0)                                                                         |
| Inga Kesper                                                | 7,5 km (v)             | 10e       | 25.57,3 (+1.28,1) pen.: 2 (2 + 0)                                                                                 |
| Inga Kesper                                                | 15 km (v)              | 15e       | 54.42,3 (+2.55,1) pen.: 3 (1 + 2 + 0 + 0)                                                                         |
| Antje Misersky                                             | 7,5 km (v)             | Zilver    | 24.45,1 (+15,9) pen.: 2 (0 + 2)                                                                                   |
| Antje Misersky                                             | 15 km (v)              | Goud      | 51.47,2 pen.: 1 (0 + 0 + 0 + 1)                                                                                   |
| Team Uschi Disl Antje Misersky Petra Schaaf                | 3x7,5 km estafette (v) | Zilver    | 1:16.18,4 (+22,8) pen.: 1 26.33,7 pen.: 1 (1 + 0) 24.28,9 pen.: 0 (0 + 0) 25.15,8 pen.: 0 (0 + 0)                 |

### Bobsleeën
| Olympiër                                              | Discipline                 | Resultaat | Prestatie                                               |
| ----------------------------------------------------- | -------------------------- | --------- | ------------------------------------------------------- |
| Rudi Lochner Markus Zimmermann                        | 2-mansbob (m) Duitsland I  | Zilver    | 4.03,55 (+0,29) (1.00,69 / 1.01,00 / 1.00,90 / 1.00,96) |
| Christoph Langen Günther Eger                         | 2-mansbob (m) Duitsland II | Brons     | 4.03,63 (+0,37) (1.00,33 / 1.01,06 / 1.01,14 / 1.01,10) |
| Wolfgang Hoppe Bogdan Musiol Axel Kühn René Hannemann | 4-mansbob (m) Duitsland I  | Zilver    | 3.53,92 (+0,02) (58,00 / 58,52 / 58,68 / 58,72)         |
| Harald Czudaj Tino Bonk Axel Jang Alexander Szelig    | 4-mansbob (m) Duitsland II | 6e        | 3.54,42 (+0,52) (58,54 / 58,55 / 58,62 / 58,71)         |

### Freestyleskiën
| Olympiër            | Discipline | Resultaat | Prestatie                         |
| ------------------- | ---------- | --------- | --------------------------------- |
| Klaus Weese         | moguls (m) | 19e       | dnq (kwalificatie: 21,63 p.)      |
| Tatjana Mittermayer | moguls (v) | 4e        | 22,33 p. (kwalificatie: 21,90 p.) |
| Birgit Stein        | moguls (v) | 5e        | 21,44 p. (kwalificatie: 21,32 p.) |
| Yvonne Seifert      | moguls (v) | 9e        | dnq (kwalificatie: 20,17 p.)      |

### Kunstrijden
| Olympiër                       | Discipline | Resultaat | Prestatie                                   |
| ------------------------------ | ---------- | --------- | ------------------------------------------- |
| Marina Kielmann                | vrouwen    | 10e       | 16,5 punten (korte kür: 15 - lange kür: 9)  |
| Patricia Neske                 | vrouwen    | 13e       | 18,0 punten (korte kür: 16 - lange kür: 10) |
| Peggy Schwarz Alexander König  | paarrijden | 7e        | 11,0 punten (korte kür: 8 - lange kür: 7)   |
| Mandy Wötzel Axel Rauschenbach | paarrijden | 8e        | 13,0 punten (korte kür: 10 - lange kür: 8)  |

### Langlaufen
| Olympiër                                                    | Discipline                    | Resultaat | Prestatie                                           |
| ----------------------------------------------------------- | ----------------------------- | --------- | --------------------------------------------------- |
| Holger Bauroth                                              | 30 km klassiek (m)            | 28e       | 1:28.58,1 (+6.30,3)                                 |
| Holger Bauroth                                              | 50 km vrije stijl (m)         | 26e       | 2:13.49,8 (+10.08,3)                                |
| Jochen Behle                                                | 10 km klassiek (m)            | 24e       | 29.58,2 (+2.22,2)                                   |
| Jochen Behle                                                | 30 km klassiek (m)            | 15e       | 1:25.59,8 (+3.32,0)                                 |
| Jochen Behle                                                | achtervolging 10 km+15 km (m) | dns       | opgave (10 km:29.58 + 15 km:niet gestart)           |
| Johann Mühlegg                                              | 10 km klassiek (m)            | 31e       | 30.29,4 (+2.53,4)                                   |
| Johann Mühlegg                                              | 50 km vrije stijl (m)         | 7e        | 2:07.45,2 (+4.03,7)                                 |
| Johann Mühlegg                                              | achtervolging 10 km+15 km (m) | 16e       | +3.09,9 (10 km:30.29 + 15 km:38.18,8)               |
| Janko Neuber                                                | 10 km klassiek (m)            | 32e       | 30.29,8 (+2.53,8)                                   |
| Janko Neuber                                                | 30 km klassiek (m)            | 47e       | 1:31.57,8 (+9.30,0)                                 |
| Janko Neuber                                                | 50 km vrije stijl (m)         | 29e       | 2:14.37,1 (+10.55,6)                                |
| Janko Neuber                                                | achtervolging 10 km+15 km (m) | 23e       | +4.08,5 (10 km:30.29 + 15 km:39.17,4)               |
| Torald Rein                                                 | 10 km klassiek (m)            | 29e       | 30.25,1 (+2.49,1)                                   |
| Torald Rein                                                 | 30 km klassiek (m)            | 30e       | 1:29.08,5 (+6.40,7)                                 |
| Torald Rein                                                 | achtervolging 10 km+15 km (m) | 21e       | +3.46,2 (10 km:30.25 + 15 km:38.59,1)               |
| Team Holger Bauroth Jochen Behle Torald Rein Johann Mühlegg | 4x10 km estafette (m)         | 6e        | 1:43.41,7 (+4.15,7) 26.31,4 25.48,2 26.42,4 24.39,7 |
|                                                             |                               |           |                                                     |
| Gabriele Heß                                                | 5 km klassiek (v)             | 16e       | 15.03,7 (+49,9)                                     |
| Gabriele Heß                                                | 30 km vrije stijl (v)         | 15e       | 1:29.43,8 (+7.13,7)                                 |
| Gabriele Heß                                                | achtervolging 5 km+10 km (v)  | 14e       | +2.25,5 (5 km:15.03 + 10 km:27.30,2)                |
| Ina Kümmel                                                  | 30 km vrije stijl (v)         | 46e       | 1:36.48,2 (+14.18,1)                                |
| Simone Opitz                                                | 5 km klassiek (v)             | 27e       | 15.24,9 (+1.11,1)                                   |
| Simone Opitz                                                | 30 km vrije stijl (v)         | 8e        | 1:27.17,4 (+4.47,3)                                 |
| Simone Opitz                                                | achtervolging 5 km+10 km (v)  | 12e       | +2.23,6 (5 km:15.25 + 10 km:27.06,3)                |
| Manuela Oschmann                                            | 5 km klassiek (v)             | 42e       | 16.01,7 (+1.47,9)                                   |
| Manuela Oschmann                                            | 15 km klassiek (v)            | 15e       | 45.28,8 (+3.08,0)                                   |
| Manuela Oschmann                                            | achtervolging 5 km+10 km (v)  | 38e       | +4.58,8 (5 km:16.01 + 10 km:29.05,5)                |
| Heike Wezel                                                 | 5 km klassiek (v)             | 17e       | 15.04,1 (+50,3)                                     |
| Heike Wezel                                                 | 15 km klassiek (v)            | 19e       | 45.50,6 (+3.29,8)                                   |
| Heike Wezel                                                 | 30 km vrije stijl (v)         | 32e       | 1:33.34,2 (+11.04,1)                                |
| Heike Wezel                                                 | achtervolging 5 km+10 km (v)  | 25e       | +3.14,9 (5 km:15.04 + 10 km:28.18,6)                |
| Team Heike Wezel Gabriele Heß Simone Opitz Ina Kümmel       | 4x5 km estafette (v)          | 8e        | 1:02.22,6 (+2.47,8) 15.59,1 15.07,0 15.01,5 16.15,0 |

### Noordse combinatie
| Olympiër                                       | Discipline      | Resultaat | Prestatie |
| ---------------------------------------------- | --------------- | --------- | --- |
| Thomas Dufter                                  | individueel (m) | 12e       | +3.24,8 — schans: 210,8 p — 15 km: 45.54,9 |
| Hans-Peter Pohl                                | individueel (m) | 16e       | +4.13,6 — schans: 212,5 p — 15 km: 46.55,0 |
| Sven Leonhardt                                 | individueel (m) | 35e       | +8.00,5 — schans: 197,2 p — 15 km: 48.59,9 |
| Team Hans-Peter Pohl Jens Deimel Thomas Dufter | team (m)        | 5e        | +4.45,4 — schans: 609,7 p — 30 km: 1:25.24,9 schans: 207,4 p — 10 km: 28.01,2 schans: 222,2 p — 10 km: 29.53,5 schans: 180,1 p — 10 km: 27.30,2 |

### Rodelen
| Olympiër                   | Discipline | Resultaat | Prestatie                                             |
| -------------------------- | ---------- | --------- | ----------------------------------------------------- |
| Georg Hackl                | mannen     | Goud      | 3.02,363 (45,190 / 45,351 / 46,026 / 45,796)          |
| Jens Müller                | mannen     | 5e        | 3.03,197 (+0,834) (45,435 / 45,598 / 46,028 / 46,136) |
| René Friedl                | mannen     | 8e        | 3.03,543 (+1,180) (45,609 / 45,503 / 46,274 / 46,157) |
| Susi Erdmann               | vrouwen    | Brons     | 3.07,115 (+0,419) (47,020 / 46,866 / 46,627 / 46,602) |
| Gabi Kohlisch              | vrouwen    | 6e        | 3.07,980 (+1,284) (47,206 / 47,072 / 46,911 / 46,791) |
| Sylke Otto                 | vrouwen    | 13e       | 3.08,999 (+2,303) (47,089 / 47,460 / 47,394 / 47,056) |
| Stefan Krauße Jan Behrendt | dubbel     | Goud      | 1.32,053 (46,060 / 45,993)                            |
| Yves Mankel Thomas Rudolph | dubbel     | Zilver    | 1.32,239 (+0,186) (46,125 / 46,114)                   |

### Schaatsen
| Olympiër          | Discipline   | Resultaat | Prestatie         |
| ----------------- | ------------ | --------- | ----------------- |
| Peter Adeberg     | 500 m (m)    | 23e       | 38,33 (+1,19)     |
| Peter Adeberg     | 1000 m (m)   | 5e        | 1.15,04 (+0,19)   |
| Peter Adeberg     | 1500 m (m)   | 15e       | 1.57,54 (+2,73)   |
| Frank Dittrich    | 5000 m (m)   | 4e        | 7.06,33 (+6,36)   |
| Frank Dittrich    | 10.000 m (m) | 20e       | 14.50,23 (+38,11) |
| Rudi Jeklic       | 5000 m (m)   | 34e       | 7.33,15 (+33,18)  |
| Rudi Jeklic       | 10.000 m (m) | 23e       | 14.51,89 (+39,77) |
| Uwe-Jens Mey      | 500 m (m)    | Goud      | 37,14             |
| Markus Tröger     | 1500 m (m)   | 13e       | 1.57,42 (+2,61)   |
| Markus Tröger     | 5000 m (m)   | 15e       | 7.17,62 (+17,65)  |
| Markus Tröger     | 10.000 m (m) | 15e       | 14.45,41 (+33,29) |
| Olaf Zinke        | 500 m (m)    | 25e       | 38,40 (+1,26)     |
| Olaf Zinke        | 1000 m (m)   | Goud      | 1.14,85           |
| Olaf Zinke        | 1500 m (m)   | 6e        | 1.56,74 (+1,93)   |
|                   |              |           |                   |
| Anke Baier        | 500 m (v)    | 10e       | 41,30 (+0,97)     |
| Anke Baier        | 1000 m (v)   | 9e        | 1.23,31 (+1,41)   |
| Jacqueline Börner | 1500 m (v)   | Goud      | 2.05,87           |
| Jacqueline Börner | 3000 m (v)   | 8e        | 4.28,52 (+8,62)   |
| Monique Garbrecht | 500 m (v)    | 4e        | 40,63 (+0,30)     |
| Monique Garbrecht | 1000 m (v)   | Brons     | 1.22,10 (+0,20)   |
| Monique Garbrecht | 1500 m (v)   | 5e        | 2.07,24 (+1,37)   |
| Christa Luding    | 500 m (v)    | Brons     | 40,57 (+0,24)     |
| Christa Luding    | 1000 m (v)   | 8e        | 1.23,06 (+1,16)   |
| Gunda Niemann     | 1500 m (v)   | Zilver    | 2.05,92 (+0,05)   |
| Gunda Niemann     | 3000 m (v)   | Goud      | 4.19,90           |
| Gunda Niemann     | 5000 m (v)   | Goud      | 7.31,57           |
| Claudia Pechstein | 5000 m (v)   | Brons     | 7.39,80 (+8,23)   |
| Angela Hauck      | 500 m (v)    | 8e        | 41,10 (+0,77)     |
| Angela Hauck      | 1000 m (v)   | 14e       | 1.24,11 (+2,21)   |
| Heike Warnicke    | 1500 m (v)   | 8e        | 2.08,52 (+2,65)   |
| Heike Warnicke    | 3000 m (v)   | Zilver    | 4.22,88 (+2,98)   |
| Heike Warnicke    | 5000 m (v)   | Zilver    | 7.37,59 (+6,02)   |

### Schansspringen
| Olympiër                                                      | Discipline                     | Resultaat | Prestatie |
| ------------------------------------------------------------- | ------------------------------ | --------- | --- |
| Jens Deimel                                                   | normale schans individueel (m) | 34e       | 186,4 punten 92,0 p. (80,0 m) + 94,4 p. (81,5 m) |
| Christof Duffner                                              | grote schans individueel (m)   | 11e       | 176,3 punten 98,3 p. (112,0 m) + 78,0 p. (100,0 m) |
| Heiko Hunger                                                  | normale schans individueel (m) | 7e        | 211,6 punten 108,7 p. (87,0 m) + 102,9 p. (84,0 m) |
| Heiko Hunger                                                  | grote schans individueel (m)   | 59e       | -2,2 punten -2,2 p. (72,0 m) + 0,0 p. (dns) |
| Dieter Thoma                                                  | normale schans individueel (m) | 27e       | 189,4 punten 93,2 p. (79,5 m) + 96,2 p. (82,0 m) |
| Dieter Thoma                                                  | grote schans individueel (m)   | 39e       | 132,6 punten 68,9 p. (96,0 m) + 63,7 p. (93,0 m) |
| Jens Weißflog                                                 | normale schans individueel (m) | 9e        | 208,5 punten 104,9 p. (84,0 m) + 103,6 p. (83,5 m) |
| Jens Weißflog                                                 | grote schans individueel (m)   | 33e       | 141,3 punten 60,5 p. (90,0 m) + 80,8 p. (99,5 m) |
| Team Heiko Hunger Dieter Thoma Christof Duffner Jens Weißflog | grote schans team (m)          | 5e        | 544,6 punten 88,2 p. (105,5 m) + 92,1 p. (106,5 m) 94,1 p. (109,0 m) + 86,8 p. (104,5 m) 79,1 p. (101,5 m) + 64,0 p. (92,5 m) 93,8 p. (107,0 m) + 89,6 p. (104,0 m) |

### IJshockey
| Olympiër | Discipline | Resultaat | Prestatie |
| --- | ---------- | --------- | --- |
| Richard Amann Thomas Brandl Andreas Brockmann Helmut de Raaf Peter Draisaitl Ron Fischer Karl Friesen Dieter Hegen Michael Heidt Josef Heiß Ulrich Hiemer Raimond Hilger Georg Holzmann Axel Kammerer Udo Kießling Ernst Köpf, Jr. Jörg Mayr Andreas Niederberger Jürgen Rumrich Michael Rumrich Michael Schmidt Bernd Truntschka Gerd Truntschka | mannen     | 6e        | Voorronde groep A: 1- 5 Duitsland - Finland 0- 2 Duitsland - Verenigde Staten 1- 3 Duitsland - Zweden 5- 2 Duitsland - Italië 4- 0 Duitsland - Polen Kwartfinale: 3- 4 Duitsland - Canada Wedstrijd om 5e t/m 8e plaats: 5- 4 Duitsland - Frankrijk Wedstrijd om de 5e plaats: 3- 4 Duitsland - Zweden |

Algerije · Amerikaanse Maagdeneilanden · Andorra · Argentinië · Australië · België · Bermuda · Bolivia · Brazilië · Bulgarije · Canada · Chili · China · Chinees Taipei · Costa Rica · Cyprus · Denemarken · Duitsland · Estland · Filipijnen · Finland · Frankrijk · Gezamenlijk team · Griekenland · Groot-Brittannië · Honduras · Hongarije · Ierland · IJsland · India · Italië · Jamaica · Japan · Joegoslavië · Kroatië · Letland · Libanon · Liechtenstein · Litouwen · Luxemburg · Marokko · Mexico · Monaco · Mongolië · Nederland · Nederlandse Antillen · Nieuw-Zeeland · Noord-Korea · Noorwegen · Oostenrijk · Polen · Puerto Rico · Roemenië · San Marino · Senegal · Slovenië · Spanje · Swaziland · Tsjecho-Slowakije · Turkije · Verenigde Staten · Zuid-Korea · Zweden · Zwitserland